# (24919) Teruyoshi
(24919) Teruyoshi est un astéroïde de la ceinture principale.

## Description
(24919) Teruyoshi est un astéroïde de la ceinture principale. Il fut découvert le 3 mars 1997 à Kitami par Kin Endate et Kazuro Watanabe. Il présente une orbite caractérisée par un demi-grand axe de 2,36 UA, une excentricité de 0,19 et une inclinaison de 2,1° par rapport à l'écliptique.

## Compléments